# Роса Лин
Роза Костандјан (јерм. Ռոզա Կոստանդյան; Ванадзор, 20. мај 2000), позната као Роса Лин (енгл. Rosa Linn, јерм. Ռոզա Լին), јерменска је певачица, текстописац и продуцент. Представљала је Јерменију на Песми Евровизије 2022. у Торину.

## Живот
Роса је рођена у Ванадзору, Јерменија. Почела је да свира клавир са шест година. Године 2013, учествовала је на јерменској националној селекцији за Дечју песму Евровизије са песмом „Gitem".

## Каријера
Роса је започела своју професионалну музичку каријеру сарадњом са америчком издавачком кућом Nvak Collective, коју је основала јерменско-америчка певачица и текстописац Tamar Kaprelian. У септембру 2021. године, Роса је објавила свој дебитантски сингл "King" у сарадњи са америчком певачицом по имену Kiiara. Она је дебитовала на телевизији током јутарње емисије на јавној телевизијској компанији Јерменије (АМПТВ) у новембру 2021. године.
Причало се да ће у фебруару 2022. Лин представљати Јерменију на такмичењу за песму Евровизије 2022. у Торину, Италија.  АМПТВ је званично у марту прогласила представницом. Роса је у великом финалу  заузела 20. место.

## Дискографија

### Синглови
| Назив  | Година |
| ------ | ------ |
| "King" | 2021   |
| "Snap" | 2022   |